# Rapport till himlen
Rapport till himlen, är en svensk miniserie i fyra delar, sammanlagt 227 minuter lång, från 1994 i regi av Ulf Malmros, manus av Alexandra Kumlin och Ulf Malmros med Johan Widerberg i huvudrollen. Den visades för första gången den 20 september 1994 i SVT Kanal 1.

## Handling
Under sitt sommarlov tvingas Viktor jobba i en bingohall när alla vännerna tågluffar. Hans enda vän blir glassförsäljerskan Sonja. De åker och badar, men när Sonja får kramp och Viktor ska rädda henne blir det Viktor som råkar illa ut. Hans hjärta står stilla i 12 minuter, men han blir återuppväckt.
Efter den olyckan kan Viktor se döda människor, bl.a. Anna som blivit mördad. 12 minuter efter hennes död kommer en man på motorcykel som ger henne i uppgift att hitta sin egen mördare. Innan hon kan skriva i namnet på mördaren och skriver namnet i rapporten kan hon inte komma in i himlen.
Viktor erbjuder sig att hjälpa till. Snart visar det sig att det finns många i den lilla staden som dött, och vissa av dem har trots alla varningar från mannen på motorcykeln underlåtit att lämna in sina rapporter till himlen. Efter hand upptäcker dock Viktor och Anna vad risken är med att inte fylla i rapporten: demonerna kan dra ner en i underjorden.

## I rollerna
- Johan Widerberg - Victor
- Lina Englund - Anna
- Kjell Bergqvist - Prästen Allan
- Vanna Rosenberg - Sonja
- Gert Fylking - Mr. Splendid
- Stellan Skarsgård - Gary
- Marika Lagercrantz - Victors Mamma
- Thorsten Flinck - Pedro
- Kalle Westerdahl - Niklas
- Ivan Öhlin - Mark
- Robert Gustafsson - Vaktande polis
- Elin Klinga - Lisa
- Yvonne Lombard - Fru Landberg
- Lars Green - Motorcykelmannen
- Thomas Hellberg - Polismästare
- Simon Norrthon - Jerry
- Malou Bergman - My
- Per-Gunnar Hylén - svettiga gubben i Bingohallen
- Musse Hasselvall - Victors kompis
- Oskar Franzén - Victors kompis
- Liv Alsterlund - Clara
- Per Graffman - rättsläkaren
- Mattias Knave - himmelsmannen
- Anneli Martini - feministen i Bingohallen
- Lena T. Hansson - läkaren

## Produktion
- Produktionsbolag: Sveriges Television AB Kanal 1, Stockholm
- Regi: Ulf Malmros
- Manus: Alexandra Kumlin och Ulf Malmros
- Producent: Kaska Krosny
- Foto: Mats Olofson
- Musik: Vasa
- Scenograf: Styrbjörn Engström
- Klippning: Ulf Malmros

## DVD
Rapport till himlen finns utgiven på DVD i en två-skivors-version.